# نصف دنیا دورتر
نصف دنیا دورتر (به انگلیسی: Half the World Away) آهنگی از گروه راک انگلیسی Oasis است. این ترانه به عنوان تم سریال کمدی محبوب خانواده سلطنتی بی‌بی‌سی شناخته شده.
این ترانه توسط نوئل گالاگر، گیتاریست رهبری Oasis، که همچنین آوازها را رهبری می‌کند، نوشته شده‌است. این آهنگ دارای لحن آهسته ای است و دقیقاً مانند ترانهٔ " Rock 'n" Roll Star " ابراز تمایل به ترک زندگی راکد در یک شهر خسته کننده دارد. این آهنگ در بیشتر در C کلان قرار دارد.
این آهنگ در استودیوی کنگره هاوس ضبط شده، در آستین تگزاس و در اکتبر ۱۹۹۴، "نصف دنیا دورتر" برای اولین بار به عنوان یک ترانهٔ پشت صفحه در " هرچه باشد " در ۱۸ دسامبر ۱۹۹۴ منتشر شد و در جدول انگلستان به شماره ۳ رسید.

## زمینه
مهندس صدای اویسیز، مارک کویل، ترانۀ "این پسر عشق شما" از برت بکراک را به گروه معرفی کرد. کویل در هنگام تور مسئولیت دریافت و اجرای موسیقی را برعهده داشت و این آهنگ اغلب در طول مجموعه‌های التقاطی وی اجرا می‌شد. طبل‌نواز گروه، تونی مک کارول پیشنهاد کرد که تغییر ریتم طبل آهنگ می‌تواند برای یکی از شماره‌های آکوستیک گروه مناسب باشد. او به جای تطبیق ریتم طبل، کل آهنگ را اقتباس کرده و آن را به نصف دنیا دورتر (Half The World Away) تغییر نام داد. در هنگام ضبط با وجود توانایی خوب اجرای الگوی این آهنگ، از مک کارول (به همراه بقیه گروه) دعوت شد تا خارج از استودیو استراحت کنند، اما معلوم شد که این فقط بهانه‌ای است تا گالاگر بتواند آهنگ با ریتم طبلش را خودش ثبت کند.

## نسخه آرورا
در سال ۲۰۱۵، خواننده و ترانه‌نویس نروژی آرورا (Aurora) نسخه بازخوانی از این آهنگ را منتشر کرد که در تاریخ ۶ نوامبر ۲۰۱۵ به عنوان نسخهٔ قابل بارگیری دیجیتال منتشر شد. این آهنگ به عنوان موسیقی متن فیلم تبلیغات کریسمس جان لوئیس در ۲۰۱۵ انتخاب شد. بعداً برای نسخه دیلوکس اولین آلبوم او All My Demons Greeting Me as a Friend جمع شد که در تاریخ ۱۱ مارس ۲۰۱۶ منتشر شد.

### فهرست آهنگ
| Digital download | Digital download      | Digital download |
| شماره            | نام                   | مدت              |
| ---------------- | --------------------- | ---------------- |
| ۱.               | «Half the World Away» | ۳:۱۸             |